# Indian Rocks Beach
Indian Rocks Beach – miasto w Stanach Zjednoczonych, w stanie Floryda, w hrabstwie Pinellas.